# Ultimate Chicken Horse
Ultimate Chicken Horse est un jeu vidéo de plates-formes multijoueur développé et publié par le studio canadien Clever Endeavour Games. Il est sorti sur Microsoft Windows le 4 mars 2016, sur PlayStation 4 et Xbox One en décembre 2017 et sur Nintendo Switch le 25 septembre 2018.

## Système de jeu
Ultimate Chicken Horse est un jeu de plates-formes dans lequel les joueurs incarnent chacun un animal. Le but est de marquer des points en atteignant la zone d'arrivée. Les joueurs construisent un niveau à l'aide de différents objets (obstacles, plates-formes, pièces, etc.), à raison d'un objet à la fois et par joueur (sauf à deux ou une « party box » est ajoutée). Les joueurs ajoutent des obstacles conçus pour défier leurs adversaires, tout en s'assurant qu'ils peuvent eux-mêmes gérer leur travail. Si personne n’atteint l’objectif, ou si tout le monde y parvient, personne ne marque de points. Des points sont attribués à chaque tour pour diverses réalisations, comme atteindre l'objectif en premier ou tendre un piège avec succès. Le vainqueur du match est le joueur qui atteint un nombre de points défini ou qui a le plus de points après un nombre de tours défini. Chaque tour dure environ une minute.
Les versions Nintendo Switch, PlayStation 4 et Xbox One du jeu sont cross-plateforme.

## Développement
Le concept d'Ultimate Chicken Horse est apparu en septembre 2014 lors d'un game jam.
Le développeur Richard Atlas déclare dans un entretien avec Gamasutra qu'il était en train de former Clever Endeavour Games lorsque le projet a vu le jour. L'équipe finale comprenait des personnes ayant déjà travaillé sur des jeux tels que Gardenarium et RimWorld.
Ultimate Chicken Horse est principalement construit avec le moteur de jeu Unity. 

## Réception
La version PlayStation 4 du jeu reçoit des critiques « généralement favorables », selon le maigre échantillonnage de l'agrégateur Metacritic. 
Le journaliste de The Escapist déclare que le jeu « fait très bien tout ce qu'il essaie de faire, mais quelques arguties l'empêchent d'être génial », et recommande « une meilleure main directrice pour la construction de scènes, en particulier pour les nouveaux joueurs ». 

### Traduction
- (en) Cet article est partiellement ou en totalité issu de l’article de Wikipédia en anglais intitulé « Ultimate Chicken Horse » (voir la liste des auteurs).